# Виртуална валута
Виртуална валута или виртуални пари е понятие за нематериални пари.

## Определение
През 2012 г. Европейската централна банка дефинира виртуалната валута като „вид нерегулирана, цифрова валута, която се създава и обикновено контролира от нейните разработчици и се използва сред членовете на конкретна виртуална общност.“
Financial Crimes Enforcement Network (FinCEN, служба към Министерство на финансите на САЩ) публикува свое определение през 2013 г.
През 2014 г. European Banking Authority дава следната дефиниция: „виртуална валута е цифровото представяне на стойност, която не се емитира от централна банка или публична институция, нито е непременно свързана с фиатни пари, но се приема от физически лица и юридически лица като платежно средство и може да бъде прехвърляна, съхранявана или търгувана по електронен път“.